# Hoenderbeet
De hoenderbeet (Lamium amplexicaule) is een eenjarige, in West-Europa algemeen voorkomende dovenetel. De bladeren lijken echter niet op de bladeren van een netel, hierdoor heeft de plant niet 'dovenetel' in de Nederlandse naam.

## Botanischebeschrijving
De rood-paarse bloemen hebben een rechte bloembuis. De kroonbuis steekt ver uit de kelkbladen. De bloeiperiode loopt van maart tot november.

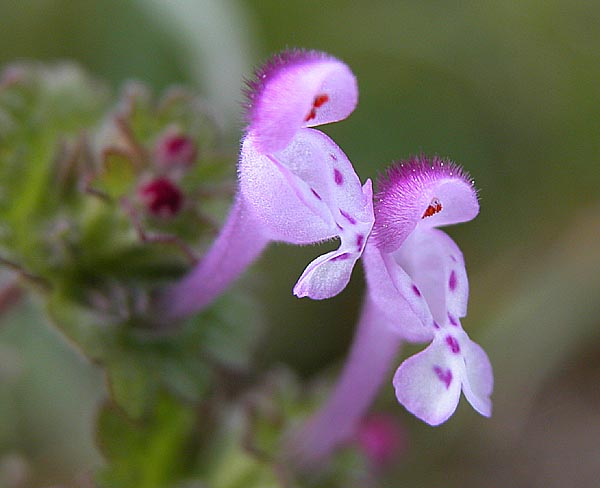
Bloemen

De bovenste bladeren zijn zittend aan de steel bevestigd, terwijl de tegenoverstaande bladeren paarsgewijs de steel omvatten. De onderste bladen zijn duidelijk gesteeld. De bijna ronde bladen hebben een min of meer hartvormige voet.

## Voorkomen
De plant is in België en Nederland vrij algemeen. Ze groeit op akkers, in tuinen, in vruchtbare en vochtige grond.